# Campeonato Europeu de Atletismo em Pista Coberta de 2015 - Salto triplo masculino
A prova do salto triplo masculino  do Campeonato Europeu de Atletismo em Pista Coberta de 2015 foi disputada entre os dias 6 e 7 de março de 2015 no O2 Arena em Praga, República Checa. 

## Recordes
Antes desta competição, os recordes mundiais e do campeonato nesta prova eram os seguintes:
|                       | Nome         | Nacionalidade | Distância | Local | Data               |
| --------------------- | ------------ | ------------- | --------- | ----- | ------------------ |
| Recorde mundial       | Teddy Tamgho | França        | 17m 92cm  | Paris | 6 de março de 2011 |
| Recorde do campeonato | Teddy Tamgho | França        | 17m 92cm  | Paris | 6 de março de 2011 |
| Recorde europeu       | Teddy Tamgho | França        | 17m 92cm  | Paris | 6 de março de 2011 |

## Medalhistas
| Ouro               | Prata                | Bronze             |
| Nelson Évora (POR) | Pablo Torrijos (ESP) | Marian Oprea (ROM) |

## Cronograma
Todos os horários são locais (UTC+2).
| Data       | Hora  | Evento       |
| ---------- | ----- | ------------ |
| 6 de março | 10:00 | Qualificação |
| 7 de março | 18:40 | Final        |

## Resultados

### Qualificação
Qualificação: 16,75m (Q) ou os 8 melhores qualificados (q).
| Posição | Atleta                 | Nacionalidade | #1    | #2    | #3    | Resultados | Notas |
| ------- | ---------------------- | ------------- | ----- | ----- | ----- | ---------- | ----- |
| 1       | Dmitriy Sorokin        | Rússia        | 16.76 |       |       | 16.76      | Q     |
| 2       | Marian Oprea           | Roménia       | 16.63 | x     | –     | 16.63      | q,    |
| 3       | Nelson Évora           | Portugal      | 16.51 | 16.61 | 15.95 | 16.61      | q     |
| 4       | Georgi Tsonov          | Bulgária      | 16.51 | 16.10 | 16.09 | 16.61      | q,    |
| 5       | Aleksey Fyodorov       | Rússia        | 16.53 | 14.46 | x     | 16.53      | q     |
| 6       | Pablo Torrijos         | Espanha       | 16.50 | 15.15 | 16.51 | 16.51      | q     |
| 7       | Dzmitry Platnitski     | Bielorrússia  | x     | x     | 16.44 | 16.44      | q     |
| 8       | Rumen Dimitrov         | Bulgária      | 16.38 | 16.28 | 16.14 | 16.38      | q     |
| 9       | Jorge Gimeno           | Espanha       | 16.24 | 13.58 | 16.14 | 16.24      |       |
| 10      | Vladimir Letnicov      | Moldávia      | x     | 15.83 | 16.18 | 16.18      |       |
| 11      | Sergio Solanas         | Espanha       | 15.86 | 16.17 | 14.85 | 16.17      |       |
| 12      | Adrian Świderski       | Polónia       | 15.65 | x     | 16.12 | 16.12      |       |
| 13      | Fabrizio Schembri      | Itália        | 16.08 | x     | 16.02 | 16.08      |       |
| 14      | Zlatozar Atanasov      | Bulgária      | x     | 16.05 | x     | 16.05      |       |
| 15      | Lasha Torgvaidze       | Geórgia       | 15.97 | 15.81 | x     | 15.97      |       |
| 16      | Levon Aghasyan         | Armênia       | x     | 15.84 | 15.94 | 15.94      |       |
| 17      | Nazim Babayev          | Azerbaijão    | x     | x     | 15.92 | 15.92      |       |
| 18      | Alexandru George Baciu | Roménia       | x     | 14.95 | 15.79 | 15.79      |       |
| 19      | Maksim Nesterenka      | Bielorrússia  | x     | x     | 15.15 | 15.15      |       |
| 20      | Dmitriy Chizhikov      | Rússia        | 14.61 | 13.65 | 13.35 | 14.61      |       |
| 21      | Martin Koch            | Eslováquia    | x     | x     | 14.26 | 14.26      |       |

### Final
A final foi realizada às 18:40 no dia 7 de março de 2015.  
| Posição           | Atleta             | Nacionalidade | #1    | #2    | #3    | #4    | #5    | #6    | Resultados | Notas                |
| ----------------- | ------------------ | ------------- | ----- | ----- | ----- | ----- | ----- | ----- | ---------- | -------------------- |
| Medalha de ouro   | Nelson Évora       | Portugal      | x     | x     | 16.98 | 16.97 | 17.15 | 17.21 | 17.21      | Recorde da temporada |
| Medalha de prata  | Pablo Torrijos     | Espanha       | 16.33 | 16.93 | 16.15 | 16.79 | 17.04 | 16.34 | 17.04      | Recorde nacional     |
| Medalha de bronze | Marian Oprea       | Roménia       | 16.74 | 16.91 | x     | 16.80 | –     | 16.73 | 16.91      | Recorde da temporada |
| 4                 | Aleksey Fyodorov   | Rússia        | x     | x     | 16.88 | 16.66 | 16.68 | 16.87 | 16.88      |                      |
| 5                 | Georgi Tsonov      | Bulgária      | 16.51 | x     | x     | 16.48 | 16.75 | 16.67 | 16.75      | Recorde pessoal      |
| 6                 | Dmitriy Sorokin    | Rússia        | 16.65 | 14.38 | 16.37 | x     | 16.28 | 16.53 | 16.65      |                      |
| 7                 | Dzmitry Platnitski | Bielorrússia  | 15.35 | 16.43 | x     | x     | 16.41 | 16.40 | 16.43      |                      |
| 8                 | Rumen Dimitrov     | Bulgária      | x     | 15.91 | x     | 16.36 | x     | 16.12 | 16.36      |                      |

Legenda
| Recorde mundial       | Recorde mundial (World record)               |                       | Recorde africano                      | Recorde africano (African) |                                           | Q | Classificado por posição (Qualified) |
| Recorde do campeonato | Recorde do campeonato (Championship record)  | Recorde da América    | Recorde da América (Americas)         | q                          | Classificado por melhor tempo (Qualified) |   |                                      |
| Melhor marca do ano   | Melhor marca do ano (World leading)          | Recorde asiático      | Recorde asiático (Asian)              | DNS                        | Não largou (Did not start)                |   |                                      |
| Recorde nacional      | Recorde nacional (National record)           | Recorde europeu       | Recorde europeu (European)            | DNF                        | Não terminou (Did not finish)             |   |                                      |
| Recorde pessoal       | Recorde pessoal do atleta (Personal best)    | Recorde da Oceania    | Recorde da Oceania (Oceania)          | DSQ / DQ                   | Desclassificado (Disqualified)            |   |                                      |
| Recorde da temporada  | Recorde da temporada do atleta (Season best) | Recorde sul-americano | Recorde sul-americano (South America) | NM                         | Sem marca (No mark)                       |   |                                      |